# Cineworld
Cineworld Cinemas est une entreprise d’exploitation cinématographique, dont le siège social est basé à Londres. Elle est en 2022 la deuxième chaîne de cinémas au monde.

## Histoire

### Débuts et ascension
Elle est fondée en 1995 et issue du rachat par Cineworld de Cinema City International N.V. pour 500 millions de livres.
En décembre 2012, la société acquiert la chaîne Picturehouse Cinema, ajoutant 21 cinémas à son portefeuille, dont le Little Theatre à Bath, le cinéma Brighton duc d'York, le Cameo, Édimbourg, le Phoenix à Oxford et le Ritzy Cinema à Brixton; en novembre 2017, Regal Entertainment, l'entreprise américaine d'exploitation de cinéma, pour 3,6 milliards de dollars et en décembre 2019, Cineplex, une entreprise canadienne d'exploitations de cinémas ayant 165 cinémas, pour 1,65 milliard de dollars.

### Conséquence de la crise du Covid-19
Les conséquences socio-économiques de la crise du COVID-19 lui fait fermer ses 536 salles de cinéma Regal aux États-Unis et ses 127 salles Cineworld et Picturehouse au Royaume-Uni à partir du 8 octobre 2020 touchant 45000 emplois directs et indirects. 
En 2022, elle dépose le bilan aux États-Unis.

## Activité
Il est actif en Europe et plus particulièrement au Royaume-Uni, où il possède 79 cinémas, ainsi qu'en Irlande, à Jersey, en Israël et en Europe de l'Est. Avec 1 852 salles, c'était en 2014 le deuxième plus grand exploitant du Royaume-Uni et le deuxième d'Europe après UCI Cinemas. Il est coté au London Stock Exchange et fait partie de l'index FTSE 250. L'équipe dirigeante de Cineworld est composée de Mooky Greidinger (CEO), Anthony Bloom (président) et Philip Bowcock (directeur financier)[Quand ?].